# خریپس‌کرک
خریپس‌کرک (به هلندی: Grijpskerk) یک منطقهٔ مسکونی در هلند است که در زایدهورن واقع شده‌است. خریپس‌کرک ۲٬۸۰۹ نفر جمعیت دارد.